# Enzesfeld-Lindabrunn
Enzesfeld-Lindabrunn est une commune autrichienne du district de Baden en Basse-Autriche.